# Matheus Henrique
Matheus Henrique De Souza dit Matheus Henrique, né le 19 décembre 1997 à São Paulo au Brésil, est un footballeur international brésilien qui évolue au poste de milieu de terrain au Cruzeiro EC.

## Biographie

### São Caetano
Natif de São Paulo au Brésil, Matheus Henrique est formé par le club de Grêmio, avant de poursuivre sa formation à São Caetano. C'est avec ce club qu'il fait ses débuts avec les professionnels. Il joue son premier match en Serie A brésilienne le 3 décembre 2017, lors de la dernière journée de championnat, face à l'Atlético Mineiro (défaite 4-3). Il inscrit son premier but en Serie A le 27 octobre 2018, lors de la 31e journée, face au Sport Club do Recife (défaite 3-4).

### Grêmio
En 2017, Matheus Henrique fait son retour du côté de Grêmio. Il joue son premier match en professionnel pour le club le 3 décembre 2017, lors d'une rencontre de championnat face à l'Atlético Mineiro. Il entre en jeu en cours de partie lors de cette rencontre prolifique en buts, où son équipe s'incline sur le score de quatre buts à trois.
Le 3 octobre 2018, Matheus Henrique participe à son premier match de Copa Libertadores face au CA Tucumán. Grêmio s'impose sur le score de quatre buts à zéro ce jour-là. Le 27 octobre suivant, Henrique inscrit son premier but pour Grêmio face à Sport Recife, en championnat. Grêmio est battu sur le score de quatre buts à trois lors de cette partie. Il s'installe dans l'équipe première à partir de cette année-là, ses prestations lui valent d'être comparé à Arthur, ancien joueur de Grêmio évoluant au même poste.
Le 16 août 2019 il prolonge son contrat avec Grêmio jusqu'en 2023,.

### US Sassuolo
Le 11 août 2021 Matheus Henrique rejoint l'US Sassuolo sous forme de prêt d'une saison avec option d'achat obligatoire.
Il joue son premier match pour Sassuolo le 23 octobre 2021, lors d'une rencontre de Serie A face au Venise FC. Il entre en jeu à la place de Domenico Berardi lors de ce match remporté par son équipe (3-1 score final). 
Sassuolo décide de lever l'option d'achat dès le mois d'avril, le milieu s'engageant alors définitivement avec les verts et noirs.

### Cruzeiro EC
Le 25 juin 2024, Matheus Henrique fait son retour au Brésil en signant avec le Cruzeiro EC pour un contrat courant jusqu'en juin 2029.

## Vie privée
Matheus Henrique apprécie beaucoup Andrés Iniesta, qu'il cite comme l'un des joueurs dont il s'inspire.

## Palmarès

### En sélection nationale

#### Brésil olympique
- Médaillé d'or aux Jeux olympiques en 2021